# 北弘電社
株式会社北弘電社（きたこうでんしゃ、英: KITA KOUDENSHA Corporation）は、北海道札幌市中央区に本社を置く、きんでんグループに属する電気工事会社。

## 概要
屋内配線工事や電力関連工事のほか、FA住宅環境設備機器事業、産業設備機器事業、電化システム事業なども行っている。
発祥は東京市（現在の東京都）に設立された合資会社で後に株式会社となった弘電社の北海道支社。
2020年以降、風力発電からの撤退や不適切会計に伴い経営が悪化し、太陽光発電所建設の遅延もあり2022年3月期に債務超過に陥り単独での事業継続が困難と判断、2024年に三菱電機の完全子会社となったが、2025年4月1日付で全株式がきんでんに譲渡されたと同時に、北弘電社はきんでんの完全子会社となった。

## 沿革
- 1910年（明治43年）3月 - 東京市京橋区にて「合資会社弘電舎」として創業。創業者は弘田国太郎[2]。
- 1917年（大正6年）6月 - 株式会社に組織変更し、商号を株式会社弘電社とする[2]。
- 1918年（大正7年）- 弘電社北海道支社が開設される。
- 1926年（大正15年）- 弘電社が三菱電機株式会社の代理店となる。
- 1951年（昭和26年）1月 - 電力再編に伴い弘電社より北海道支社を営業譲渡され、株式会社北弘電社に商号を変更し設立[2]。
- 1955年（昭和30年）3月 - 三菱電機が資本参加。同社の関連会社となる[2]。
- 1998年（平成10年）6月 - 本社を現在地に移転[2]。
- 1999年（平成11年）3月 - ISO 14001認証を取得[2]。
- 2000年（平成12年）
  - 5月 - ISO 9002認証を取得[2]。
  - 8月10日 - 札幌証券取引所に株式を上場[2]。
- 2024年（令和6年）
  - 4月11日 - 上場廃止[6]。
  - 4月15日 - 三菱電機の完全子会社化となる[3][6]。
- 2025年（令和7年）4月1日 - 株式譲渡により株式会社きんでんの完全子会社となる[4]。

## 事業所
- 本社（北海道札幌市中央区）
- 函館支社（北海道函館市）
- 釧路支社（北海道釧路市）
- テクノセンター（北海道石狩市）